# Windsor Railway Bridge
Windsor Railway Bridge ist eine von Isambard Kingdom Brunel entworfene schmiedeeiserne Bogenbrücke bei Windsor, England, die die Eisenbahnnebenstrecke der heutigen Great Western Railway von Slough nach Windsor zur Endstation an der Windsor and Eton Central Station führt. Die Brücke überquert die Themse an der Insel Deadwater Ait.

## Bauweise
Die Brücke hat drei parallele Parabelträger im Achsabstand von jeweils 5,34 m für die ursprünglich zweigleisige Eisenbahnstrecke. Da die Brücke den Fluss schräg überquert, sind die jeweils 62 m langen Träger seitlich zueinander versetzt. Die Stützweite beträgt 57 m.
Die Brücke ist die älteste schmiedeeiserne Eisenbahnbrücke, die heute noch regelmäßig benutzt wird. Sie ist ein Vorgänger von Brunels letztem Meisterwerk, der Royal Albert Bridge zwischen Plymouth und Saltash. Die Brücke ist seit 1975 ein Grade II* geschütztes Baudenkmal.

## Eröffnung
Die Brücke wurde von George Hannet für die damalige Great Western Railway gebaut. Der Bau der Strecke und der Brücke waren durch einen Einspruch des Provost des Eton College verzögert worden, so dass sie erst 1849 eröffnet werden konnten. Der an die Brücke anschließende, einen Kilometer lange Ziegelsteinviadukt wurde zwischen 1861 und 1865 gebaut und ersetzte eine bis dahin bestehende Holzkonstruktion.

## Nutzung
Die Brücke war ausgelegt, um zwei Gleise zu tragen. Das flussaufwärtsgelegene Gleis wurde in den 1960er Jahren entfernt. Diese Hälfte der Brücke führt nun Wasserrohre über den Fluss.